# Grüner Smoothie

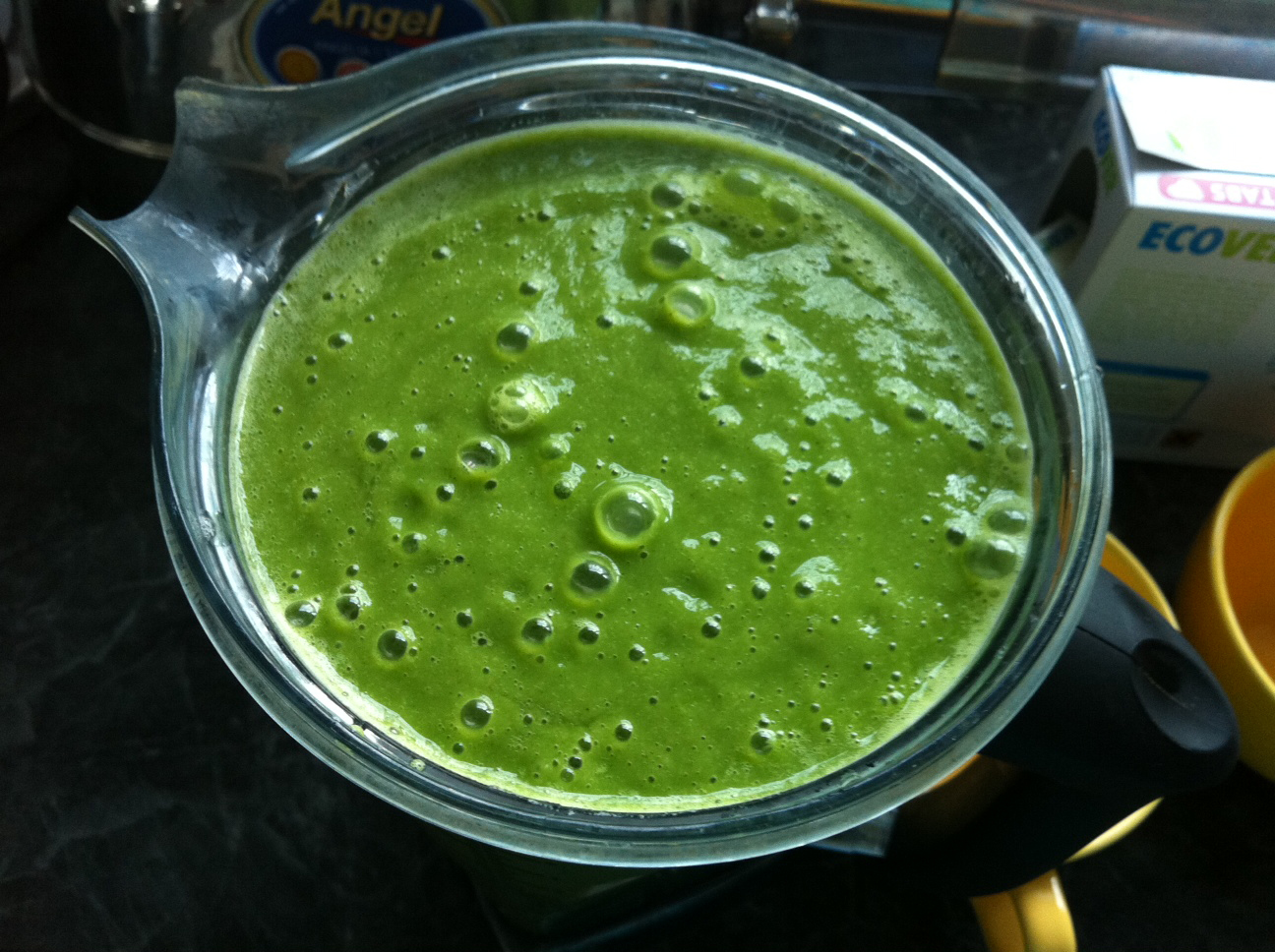
Löwenzahn-Smoothie

Ein grüner Smoothie ist ein Mixgetränk aus Obst und grünem Blattgemüse, Salatblättern oder Wildkräutern unter Zugabe von etwas Wasser.

## Herstellung
Die Zubereitung erfolgt aufgrund des im Vergleich zu Smoothies aus Obst höheren Faseranteils im Mixer. Meistens wird eine Mischung von Früchten und grünem Blattgemüse unter Zugabe von etwas Wasser mechanisch zerkleinert. Die Liste der verwendbaren grünen Blattgemüse und Kräuter umfasst alle roh genießbaren, ungiftigen Pflanzen. Der Standmixer erzeugt einen teilweisen Zellaufschluss. Geeignete Mixer sind sogenannte Hochleistungsmixer, die bis zu 30.000 Umdrehungen pro Minute leisten.

## Entstehungsgeschichte
Als Erfinderin der grünen Smoothies gilt die russische, in den 1990er Jahren in die Vereinigten Staaten ausgewanderte Victoria Boutenko, eine Anhängerin der Rohkostbewegung. 2004 mixte sie den ersten grünen Smoothie. Ihrer Ansicht nach enthielten die Blätter bestimmter Gemüsesorten mehr Mikronährstoffe als das Gemüse selbst. Boutenko zufolge seien als Zutaten für einen grünen Smoothie nur Obst, Blattgemüse und Wasser zulässig, nicht hingegen Wurzelgemüse wie Karotten oder Rote Beete. Sie empfiehlt außerdem, die Grünpflanzen regelmäßig zu wechseln, da jedes Blattgemüse bestimmte Inhaltsstoffe aufweise. Grüne Smoothies sollten möglichst auf nüchternen Magen getrunken werden und werden auch als Ersatz für eine Hauptmahlzeit angesehen, da sie durch den Zucker im Obst genügend Nahrungsenergie und durch die Grünpflanzen viele Faserstoffe (Ballaststoffe) enthalten. Neben Grünkohl, Spinat oder Mangold können Küchenkräuter wie Petersilie oder Minze verwendet werden, aber auch Wildkräuter wie Gewöhnlicher Löwenzahn, Giersch oder Brennnesseln sowie die Blätter von Karotten, Roter Bete oder Steckrüben.

## Kritik
Die Ernährung nach Boutenko und ihre Erkenntnisse über eine „heilende Kraft“ grüner Smoothies sind nicht durch Experimente oder klinische Studien belegt. Nach der Health-Claims-Verordnung dürfen in der EU nur evidenzbasierte gesundheitsbezogene Aussagen verwendet werden. In der Praxis sind dies solche Aussagen, die im EU Register of nutrition and health claims made on foods aufgeführt sind. Die verschiedenen Varianten einer ausschließlichen Rohkosternährung werden zu den ideologischen Ernährungsformen gezählt.